# David Koresh
David Koresh, pseudonimo di Vernon Wayne Howell (Houston, 17 agosto 1959 – Waco, 19 aprile 1993), è stato un predicatore statunitense.

## Biografia
Il suo vero nome era Vernon Wayne Howell. Figlio di una ragazza-madre quattordicenne, Bonnie Sue Clark, non ha mai conosciuto suo padre, un carpentiere ventenne di nome Bobby Howell, che lasciò sua madre quando conobbe un'altra donna. Koresh è stato cresciuto da un patrigno "severo", e descrive la sua infanzia come solitaria. Non conobbe il vero padre prima di compiere 17 anni.
Aveva aderito alla setta religiosa dei Davidiani (Branch Davidians in inglese), separatasi dalla Chiesa cristiana avventista del settimo giorno, con la cui leader Lois Roden ruppe nel 1983. 
Dopo la morte della Roden nel 1986, Koresh, proclamando d'esserne il messia, promosse una scissione in due fazioni, ciascuna delle quali reclamava il possesso della collina e del ranch sede della setta, il Mount Carmel Center. I davidiani insediati sul Carmel erano guidati da George Roden, figlio dei fondatori, che aveva espulso dal ranch la fazione fedele a Koresh.
All'inizio di novembre 1987, David Koresh e sette dei suoi seguaci effettuarono quello che le autorità hanno poi descritto come un assalto in stile militare contro George Roden, al fine di ottenere il controllo del Mount Carmel Center. Si scatenò uno scontro a fuoco contro George Roden e i suoi seguaci. David Koresh e compagni furono incarcerati in attesa di processo con l'accusa di tentato omicidio. Il solo David Koresh uscì su cauzione, mentre gli altri rimasero in carcere.
Al conseguente processo, i giurati assolsero i seguaci di David Koresh, che, dopo l'arresto di Roden per omicidio nel 1989, divenne unico leader della setta.
Il fondatore dei Davidiani, Victor Houteff, voleva essere uno 'strumento di Dio' e stabilire il movimento dei Davidiani in Palestina. Anche Koresh voleva diventare uno strumento di Dio e stabilire il regno dei Davidiani a Gerusalemme. Almeno fino al 1990, Koresh riteneva che il luogo del suo martirio dovesse essere Israele; tuttavia, nel 1991, si convinse che il suo martirio dovesse essere compiuto negli Stati Uniti anziché in Israele. Disse che la profezia di Daniele si sarebbe compiuta a Waco e che il Mount Carmel Center fosse il vero regno dei Davidiani.
È morto nel 1993 in un incendio (secondo altre fonti si sarebbe suicidato sparandosi, insieme ad altri 15 membri della setta) nella fattoria dei Davidiani a Waco in Texas, insieme ad altri 53 adulti e 21 bambini, dopo 51 giorni d'assedio da parte dell'FBI.